# 機動戦士ガンダムさん
『機動戦士ガンダムさん』（きどうせんしガンダムさん）は、大和田秀樹の4コマ漫画作品。角川書店の漫画雑誌『ガンダムエース』2001年創刊号から、また同社『4コマnanoエース』Vol.1（2011年3月発売）から、2021年現在に至るまで連載されている（ガンダム漫画で日本一長く続いているとされている。世界一のロングランガンダムコミックとして紹介されることもある）。アニメ『機動戦士ガンダム』を基にしたギャグ漫画であり、原作の様々な名シーンがパロディ化されている。
本項目では、同タイトルの単行本に収録されているストーリー漫画、および本作品のストーリーをベースに制作されたミニテレビアニメ『ガンダムさん』についても扱う。

## 概要
元々は作者の大和田が漫画家デビュー前後に自身の公式サイト「釘バットドットコム」で公開していた非公認のパロディ作品だったが、角川書店の漫画雑誌「月刊ガンダムエース」に連載されるようになり、公認パロディ作品となった。その際、公式サイトで公開されていた作品は削除されているがごく初期の連載作品には、公式サイトで公開されていた作品を手直ししたものが見られる。
2007年春ごろから、青年誌「コミックチャージ」でも連載された。また、2007年10月26日に創刊された少年向け増刊誌（2008年9月号より月刊誌に昇格）「ケロケロエース」内で『なるほど☆ことわざ ガンダムさん』と題して連載されている。連載初期は毎号2pペースで掲載されており、そのために1巻発売までに実に4年かかっている。
作者はガンダムシリーズを『機動戦士ガンダム』しかまともに見ていないという。そのため、ララァが「将来、シャアが金色のモビルスーツに乗りそう」と語る台詞はあるが『機動戦士Ζガンダム』以降のガンダムシリーズが初出のキャラクターは作中に登場しない。また、作中に登場するモビルスーツ等はほぼ全て記憶のみで執筆しているため、厳密には原作と細部が異なる部分がある。

## 4コマの登場人物

### 主要人物
原作でのキャラクターについては、リンク先を参照。担当声優は特記ない限りテレビアニメ版のキャスト。
シャア・アズナブル（シャアさん）
声 - 小西克幸 / 池田秀一（『ケロケロエース』CM）
本作品の主人公の一人。原作では自らの搭乗機を赤く塗装していたことが多かったが、作品内のシャアはさらに顕著で、搭乗機は「赤くて角付き」でないと乗らないという傾向が強くなっている。原作では未完成のまま出撃したジオングすらわざわざ赤く塗装させたこともある。また機体のカラーに加えて指揮官機であることを示す角にも異常に執着し、メカニックにジオングの角を折られて泣いたりするシーンもあり、角があれば大気圏突入もできると思っている。最近は日用品にまで角を付け始めるが、その度に角があらゆる場所に刺さって悲惨な目に遭っている。
しかし、2巻にてシャアがしつこく角に執着していたため、ララァが角を彼の額に突き刺し、シャアがまともになった（というより原作でのシャアのようになった）ことがある。しかし、あまりの豹変ぶりにララァはおびえ、シャアが普段行うように鼻に割り箸を差してどじょうすくいをシャアの前で披露し、元に戻ることを願うも「愉快な女性だな」と鼻で笑われてしまった。後に角をララァがはずしてシャアは元に戻った。
リック（宇宙用）アッガイの開発を望んでいる。しばしば仮面を取らないまま全裸になって裸踊りを行う。他にも、大人げなくララァの能力に嫉妬する、キシリア様に叱られるのを怖がる、うっかりフル〇ンで艦橋に立つなど、原作のイメージブチ壊しの奇行が多い。あまりの暴走っぷりに上司部下どちらからも呆れられている節がある。「こいつ本当に赤い彗星と呼ばれた男か?」「赤い彗星も地に堕ちたものだな」とツッコミを入れられることもしばしば。なお、自分が仮面を被っている理由は既に忘れている。
暴走する度にララァに殺されかけているが、それでもララァに好かれており、彼女曰く「黙ってればいい男」。
単行本の表紙が1コマ漫画風になっており、それぞれ以下のようなシチュエーションが描かれている。
第1巻：「30過ぎて『ガンダム』なんて、どうかと思う」と、30代以上のファンにケンカを売っている
第2巻：「とりあえず名前にガンダムって付けとけば売れるんじゃねーの」と、商売をナメた発言をする
第3巻：ガルマと漫才をしている。持ちネタは「ギャラも3倍」だが、裏表紙によると滑ったらしい
第4巻：「ガンダムに乗っていれば負けなかった」とアムロに絡み、セイラが諦め気味にぼやいている
第5巻：キシリアに「屏風の中のガンダムを退治せよ」と無茶な要求をされ、この理不尽さに耐えろと自分に言い聞かせている
第6巻：「40歳過ぎてもガンダムガンダム言ってるってことは、一生言い続ける羽目になるのでは」と気づき始めている
第7巻：「女子会」のように、10代を過ぎても自分を女子と言い張る成年女性を、後ろにキシリアが居るのに気づかず「その年で女子！？」と嘲笑する
第8巻：入浴中のセイラに「戦場でお風呂とは、まあいいご身分ですな」と嫌味を言う
第9巻：「西暦二千何年て、とっくに宇宙世紀始まってると思ってたんだけどな」とぼやく
単行本1巻末に掲載されている、原作でシャアの声を演じている池田秀一のインタビューでは、本作品について最初は快く思わなかったが、今はこれもありかなと思うようになったそうである。同時にもし本作品がアニメ化されても（半分冗談も込めて）シャアの声は演らないとも述べているが、後に少年向け増刊誌『ケロケロエース』のTV-CMにて「ガンダムさん」版シャアの声を担当している（裸踊りをしている画像も含む）。
アムロ・レイ（アムロさん）
声 - 代永翼
原作での内向性が「優柔不断で周りに左右されやすく、思春期まっただ中で情緒不安定」という風に強調され、ジオンの制空圏内で放送されていたジオン軍兵士募集のCM（露出度が高いジオン軍装の美少女が出演）を見て脱走した過去がある。特技はセイラさんが入浴中の浴室にいつの間にか侵入すること。思春期の少年らしく、「頭部にハロをかぶり女風呂への侵入を試みる」「ハロに鏡やカメラを仕込んでフラウのパンツを覗く」「大型ハロの着ぐるみを作ってセイラさんの入浴を覗こうとする」「マチルダさんと同じ部屋にいる際、妄想をする」「エロ本を拾おうとしてセイラの仕掛けた罠に2回も引っかかる」などとエロっぽいことをよく行なう。ブライトに「おっぱいとガンダムどっちが好きか」と聞かれた際に真顔で「おっぱいです」と答えた（ちなみにブライトは「私もだ」と答えた）。煩悩や性欲を取り除かれると死亡する（それのみで生きているから）。
また原作で主人公だったことを鼻にかけ、脇役を愚弄したり増長するなどということもしばしば。準レギュラークラス以下のホワイトベースクルーについては眼中にないらしく、オスカーとマーカーが双子だと思っていた。
ゆうこりんのファンであり、出撃をさんざん嫌がっている時、ブライトに「戦場にゆうこりんがいる！」とそそのかされて大喜びで出撃したこともある。ブライトに反抗してガンダムを暴走族風に改造したこともある（この時のミライの評は最近のガンダムに見えないことも無い、と言うものだった）。ドMの設定も加わっており、女医のセイラに股間がカッチカチだと言い、触診をしてもらおうと言ったがボコボコにされ、ホワイトベースから満ち足りた笑顔で引きずり落とされる描写もある。だが、時々まともにツッコミを入れていることがある。
原作通り、並外れたニュータイプ能力を持っているが、その能力が戦闘で生かされる描写は少なく、ホワイトベースの女性クルーやララァの心を覗くことにばかり生かされている。
ララァ・スン（ララアさん）
声 - 潘めぐみ
原作ではシャアとアムロに大きな影響を与えた人物だったが、本作品では主に過剰なまでに暴走するシャアのツッコミ役となっている。彼に対してのツッコミの仕方が非常に荒く、首を折ってみたり血祭りにあげてみたりするなどいろいろなパターンのツッコミがある。それでもシャアが好きだったりする。愛機のエルメスにホクロをつけられたときは、暴力はふるわなかったもののすさまじい形相になっている。
原作通りニュータイプとしてのレベルは高く、それにシャアが嫉妬したりもした。またシャアは彼女の額の黒点（ホクロ?）から「エメリウム光線」が出ると信じて疑わない。シャアにNTをニートの略称といわれたため、激怒。
「『ゲルググ』に赤いツノを付けて赤く塗って」と駄々をこねていたシャアの額にツノを刺し、その影響でマトモになったシャアを「こんなの大佐じゃない!!!」と認めず、結局角を抜いて元の奇行家に戻している。
話の内容によっては戦死後になっていることがある。
最近の大和田の傾向からか、原作と比べてスカート部分の丈が短くなってきている。（一度、「今1stガンダムがリメイクされたら」というテーマで、「パッチリした目にボンッ・キュッ・ボンの体型」をイメージされたことがある）
一度シャアが彼女の日記を覗いてみたことがあったが、とんでもない電波系日記だった。
セイラ・マス（セイラさん）
声 - 名塚佳織
ホワイトベースの女性クルーで実はシャアの妹。アムロからは入浴を覗かれたり、シャワー中の画像をネットの掲示板で公開されたりと被害を受けている。また「ダメな兄を持って苦労する妹の話」である『男はつらいよ』に感情移入したりしている。最近の作品では当時のセイラの設定、医者の卵を扱った漫画もある（そこでは究極のドSに徹している）。
ホワイトベースのメインクルー以外の乗員を雑魚扱いするアムロをたしなめるが、その実名前と顔が一致していない。
「じ おりじん編」では、一年戦争末期にジオン軍の反乱を扇動し、兄であるシャアのキシリア暗殺を阻止しジオン公国のクーデターに成功する。
ブライト・ノア（ブライトさん）
声 - 置鮎龍太郎
ホワイトベースの艦長。アムロに「ガンダムとおっぱいどっちが好きか」と言ったりアムロの戦いたくない理由を「エロいことを考えているから」としたりと原作のシリアスな雰囲気とは裏腹にむっつりスケベっぽく変わっている。
仲間であるスレッガーに対しては、異常なまでの敵意を抱いているが、初期はスレッガーが戦死した際は直前にGファイターを「Gミサイル」呼ばわりしていたため「俺のせいなのか!?」とショックを受けていた。
しかし、実際のところ、スレッガーのことをかなり嫌っているようで、補給のために戻ることを通信で伝えてきた彼に対して、暴言を吐いた挙句、弾除けにでもなれと命令している（直後、表情をきりっと変え、セイラには無理せず戦うように通信している）。戦闘後、スレッガーに対して謝罪をするが、どう考えてもスレッガーを嫌っていることを堂々と宣言するようなことを話している。
ホワイトベースのガンペリーを収容していたところに丑の刻参りをしているところをアムロとカイに目撃されている（呪おうとしていたのはもちろんスレッガーである）。
ハロの中の人の境遇に同情して休暇申請を約束したことがある。一時期ストレスが溜まりに溜まって血迷ったことがある。
戦闘中にブリッジでミライにどうしようもない駄洒落を発し、キシリアよろしく首を飛ばされたことも。
ガルマ・ザビ（ガルマさん）
声 - 興津和幸
純真なお坊っちゃまで、友人シャアにしょっちゅうダマされて散々な目にあっている。ダマされたときには毎回、「シャア、謀ったなシャア」と言う。「シャア!計ったなシャア!」や「シャア!墓買ったなシャア!」「シャア!歯買ったなシャア!」など、毎回パターンが違っている。あまりの純真っぷりに謀殺したシャア本人も「もうアイツをダマせないのか…」と思ったりしている。また、シャアは寝言で彼を殺したことを謝罪しながらうなされていたことがあり、ララァに「うなされるくらいなら殺さなきゃいいのに…」と呆れられていた。さらにシャアはドズルに左遷され、キシリアにこき使われていることに対して「こんなことならガルマ殺さなきゃよかったなー」と発言したりもしている。作中、シャアに『薄命の貴公子』という異名を付けられたが、一瞬「いいかも…」と思ってしまったりもする。
ハロ
声 - 松山鷹志
アムロにしばしば改造されビグ・ザムのような足の部分を付け足されたり、スカート覗き用のカメラや鏡を仕込まれたりされた。アムロの夢の中で歯が生えた姿で出てきたため、錯乱したアムロに破壊されてしまったこともある。分裂して二体になることも。
また、アムロが風呂覗き時によくハロの着ぐるみを使用する。
インテル搭載らしい。
中にはアッガイが入っていたこともある。
どうやら、中に人（関西出身の中年のおっさん）が入っている様子である。しかもこれは体が柔らかいことを生かした仕事らしい。中の人は結婚していて「和夫」という小学4年生の息子がいる。嫁の名前は光恵。携帯電話を所有している。現在、離婚しているらしく「和夫」に弟が出来ている。
また人が入っていることを知っているのはブライト、セイラ、ハヤトだけのようである。この3人の中ではブライトのみ会話をしていて、中年のおっさんである「中の人」も見ている。今ではホワイトベースで慰謝料を返すために小さな店を開いている。
ハロになる前に様々な仕事に就いていたらしく、その一端を時折見せている。
富野由悠季
時々ララァ・スンの着ているような服を着てシャアやハヤトの前に現れる。シャアには百式を与えたりと神様のような感じで扱われている。コミックスには未登場。

### 地球連邦軍
ハヤト・コバヤシ（ハヤトさん）
声 - 下山吉光
アムロやカイより存在感が薄いのではないかと悩んでおり、普段から様々な努力をしているが裏目に出ることも多い。マゾヒズムであり、セイラにさげすむような目で「イエローモンキー」と罵られたり、殴られたりすることに快感を覚える、かなり危うい性癖の持ち主で、アムロとカイの会話に混ざろうと性癖を語ってひかれた。女医セイラでは、アムロと同じく股間がカッチカチになり、触診を求めるが、アムロと同じ末路をたどる。
何だかんだ言いつつガンタンクが好きらしい。
カイ・シデン（カイさん）
声 - 下山吉光
アムロ・ハヤトとつるんでいることが多い。何かとセイラに「軟弱者!!」とボコボコにされており、ハヤトから羨ましがられている。原作とあまり変わったところはなく、ガンダムさん作中ではあまり目立たないが、ゾゴジュアッジュの（ある意味）生みの親である。
リュウ・ホセイ（リュウさん）
立場はおおむね原作同様、ブライトの相談役や若いホワイトベースクルーのフォローなのだが、「デヴだから…かな？」という理由でガンタンクにしか乗せてもらえなかったり、アムロに死期を見通されたりと、粗末に扱われることが多い。
フラウ・ボゥ（フラウさん）
声 - 山口立花子
アムロにハロを使ってスカートの中を盗撮されたり覗かれたりなど、被害に遭っている。色々な意味で自分から遠ざかっていくアムロに不安を感じている。
ウッディ・マルデン（ウッディさん）
声 - 松山鷹志
キッカ・キタモト（キッカちゃん）
声 - 広橋涼

### ジオン公国軍
キシリア・ザビ（キシリアさん/キシリアたん）
声 - 広橋涼
シャアの上司。着ている服が紫色だったことから、シャアから「紫ババア」などとも呼ばれている。
原作からの崩れ具合はかなり少ないが、シャアを生身で宇宙空間に放り出したりなど容赦はない。
たびたびシャアからリックアッガイの制式採用を要求されているが、彼女は造る気は毛頭ない様子。
兄弟はガルマ以外みんな嫌い。
ドレン（ドレンさん）
シャアの副官。シャア同様脱ぎ癖があるようだ。
赤鼻（赤鼻さん）
ジオンの工作員。水中用モビルスーツ、特にアッガイをこよなく愛している。しかし、それがゆえに指揮官になれないこと（アッガイは本来角を付ける部位がモノアイのレールになっているため指揮官機にはなれない）を知り落胆したことも。シャアをとことん馬鹿にする場面が多いが、シャアがリックアッガイをキシリアに申請しようと言った時はかなり大喜びしていた。
娘が二人おり、父親に似ず美人と美少女で家族仲はかなり良好。だが父親同様に全身タイツを着用している。
ギレン・ザビ（ギレンさん）
ジオン公国総帥。駄洒落を言った父親を戦艦ごとソーラ・レイで沈めたりしてツッコんだりしているが、自分も空気を読まないギャグを飛ばしたり、美容整形を受け女子人気を得て生き残ることを考えるなど、原作からのキャラ崩れは結構大きい。原作では出番が少ないので、ガンダムさん本編でもそれほど出番は多くない。
デギン・ソド・ザビ（デギンさん）
声 - 松山鷹志
たびたび登場する。モーニング娘。のメンバーの入れ替えについていけない。最近SMAPのメンバー全員の名前を言えることやブームに乗るため韓流スターを覚え士官に自慢するがひかれてしまう。
そのたび陰で様子を見ているギレンに「老いたな父上も」とツッコミが入る(そのあとほかのセリフを付け加える場合あり)。駄洒落を言ってソーラ・レイでグレートデギンごと消されたこともある。
アニメ版ではデリカシーに欠ける性格設定のため、娘（キシリア）はともかく、他人の目の前で頻繁にオナラをする。
ドズル・ザビ（ドズルさん）
宇宙要塞ソロモン司令。ガンダムさん本編では、なぜか出番が非常に少ない。故に影が薄く、時には一介の整備兵にすら「偉い人」であることを忘れられる始末である。
ミハル・ラトキエ（ミハルさん）
大西洋上に落下したが生きていた。驚異的なサバイバル能力を持っており、生きた魚を捕らえて食いちぎって腹を満たし、シロクマをも倒す程の蹴りを放つ。泳ぎ着いた島の原住民と会話もすることができ、自力で海を渡って弟と妹が待つベルファストを目指す。しかし、どういうわけかベルファストに帰り着くことが出来ないでいる。登場するごとになぜか前回とは全く違う場所にいる。
なお、弟のジルと妹のミリーは、株成金になっていたり、ふとしたことからロシアの石油王の跡継ぎになったりしている。
クラウン（クラウンさん）
ミスター大気圏。登場する度にザクで大気圏に墜ちている。そのシーンは「ガンダムさん」の第一回の最初のコマにも登場している。
墜ちている最中にシャアに悪質な冗談を言われたり、出撃前のシーンが描かれたときにはわざわざ自ら「今度結婚する」などの死亡フラグを立て、シャアの忠告も聞かずに出撃し大気圏に墜ちたりしている。
フラナガン（フラガナンさん）
声 - 下山吉光

### ヒヨコ
本作品では、原作に登場するキャラクターのヒヨコが登場する。最初はただの4コマとして2005年12月号に登場したが、後に『出会い』という話でシャア、ララァと暮らしているようになる。その後、サイドストーリーの1つ『ヒヨコdays』内で扱われ、サイド6にあるヒヨコの里に暮らしている。
彗星ヒヨコ
声 - 小西克幸
元々は、ヒヨコにシャアが仮面を着けて夜店で売っていたという設定だったが、『出会い』という話から、ララァが自動販売機で買ってきたという設定に変わる。
「見た目は可愛く、実は腹黒」で、ララァの前では可愛く振舞っているが、自分を馬鹿にしたシャアには敵意を剥き出しにし、殺そうとしたり、完全に見下している。しかし、ララァのシャアに対するやりすぎな暴行には逆に怯えていた。よって、力関係ではシャアより上でララァより下。その後、『出会い Last Episode』でシャアが帰ってこないララァの家に一人（一匹？）物憂げに佇むシーンがあり、本人（本匹？）はシャアとの時間を良くも悪くも楽しんでいた様子。
『ガンダムエース』の付録やキャンペーンの賞品としてキーホルダーやぬいぐるみも製作されるなどかなりの人気がある。宇宙島のガルマくんのガルマの幼稚園バックにも描かれている。
ガルマピヨコ
声 - 興津和幸
本作品におけるガルマ・ザビと同じく、彗星ヒヨコにだまされていることが多い。しかし、酷い目にあった挙句、彗星ヒヨコ自らが謝って来たことがある。
彗星ヒヨコに続き、3番目にキーホルダーが製作された（2番目は金色の彗星ヒヨコ）。すっぴんのキシリアヒヨコが嫌いらしい
アルテイピヨ（セイラピヨコ）
声 - 名塚佳織
彗星ヒヨコの妹。『出会い』ではオチとして、覗きながら泣いていることが多い。4番目にキーホルダーが製作された。
アムロヒヨコ
ヒヨコの里で、父であるテムヒヨコが人間のおもちゃ（ハロ）を改造したという乗り物を持っている。自分しか運転できないといっていたが、彗星ヒヨコに三倍の速さで運転されたので、わら人形を使って呪おうとする。マチルダヒヨコのことが好きな様子。
ララァピヨコ
漫画には登場していないが、挿絵などでたびたび登場する。
マチルダヒヨコ
『ヒヨコdays』の題の挿絵にしか登場していない。
ドズルピヨコ
ガルマピヨコの兄。彗星ヒヨコは「筋肉バカ兄き」と思っている。
自分を見下した彗星ヒヨコをボコボコにしたことがある。
キシリアヒヨコ
今のところ1回しか登場していないが、ガルマピヨコをボコボコにしたりと行動は荒い。

### 主要登場メカ
アッガイ（アッガイさん）
ジオン軍正式採用水陸両用モビルスーツ。主に本作品では萌えキャラ化されており、デフォルメされた可愛らしい（?）アッガイがよく登場する。
都内某所から都電で行ける、アッガイ谷に集落を築いているらしい。その正確な行き方はララァしか知らない。なおPSPソフト『ガンダムバトルクロニクル』ではこのアッガイ谷をモチーフにしたステージがある。
ガンダム（ガンダムさん）
声 - 松山鷹志
アムロの妄想の中ではガンキャノン（声 - 広橋涼〈10Qガンキャノンさん」）らと世間話をしているという設定になっている。OSはマイクロソフト製らしい。そのためか動作中に警告ウィンドウが立ち上がり強制的に再起動をすることがある。一部機能を使用する際、サービスパックの購入・インストール作業・シリアルナンバーを要求することがある。マグネット・コーティングと同時にOSをVISTAにアップグレードされた。
ゾゴジュアッジュ
本作品オリジナルのジオン軍MS。もともとゾゴックやアッグガイ等のジオン軍水陸両用モビルスーツの形状がユニークなことについて、セイラと談笑していたカイ・シデンが「こんなのいたりして」と冗談でノートに本機を落書したところ、突然ホワイトベースの壁を突き破って本当に現れた。しかも赤くて角付き。
胴体はゼリービーンズのような形状をしており、モノアイカメラがほぼその上下にそって移動可能。移動領域の上端にはまつ毛を模した飾りがついている。イソギンチャクのような触手状の腕が、左右に3対6本備える。その下にはハイヒール着用の女性のそれを模した主脚が取り付けられており、その股間にはタラコ唇が存在している。
後にシャアによって設計されたことが明らかにされている。1巻巻末に収録されている設定資料集によると、触手の先端にビーム砲を合計6基、タラコ唇の内側と大腿部内側に短射程ミサイルランチャーを合計15基と多数の武装を備えているが、当のシャアは「量産されたら、連邦軍にボロ負けする」と言っていた。
MS-0006R ザクポン（箱ザク）
シャアの奇行にほとほと呆れたキシリアが製造させた即席新型モビルスーツ。その実体はダンボールで作った被り物である。しかも新品ではなく、頭部はミルク入りコーヒー、胴体は温州みかんの空き箱を流用しており、非常にリーズナブルになっている。もちろん一切の動力系、駆動系は付けられておらず、動力は言うなればシャア本人である。シャア・カラーである赤に塗装されているが、他のシャア用モビルスーツとは異なり、やや彩度の高い赤を採用している。頭部には、ザクIIのモノアイを模したペイントがなされている。角付きである。

## サブストーリー

### 隊長のザクさん
『機動戦士ガンダムさん』の作中で、シャア達とは全く関係なく別のストーリーを展開している作品。MSを擬人化していて、人間は一切登場しない。またPSPソフト『ガンダムバトルクロニクル』では【隊長のザクさん 最終回】というステージが存在する。ちなみにそのステージを遊ぶためにはパスワードが必要なのだが公開された当初はまだ『ザクさん』本編は終わってはいない。後に『隊長』の文字を×で消し、現在、『司令のザクさん』のタイトルで引き続き掲載されている。
2023年には、『隊長のザクさん』のみをまとめた単行本が刊行された。

#### 登場キャラクター
ザク隊長
声 - 興津和幸
主人公で、悲しき中間管理職。ソロモン駐留の1隊の隊長だが、上司であるビグ・ザムからは常に叱られ、部下であるゲルググや、その同僚であるドム達から旧型だと馬鹿にされ舐められ、部下の身勝手な行為の尻拭いをさせられるが、それに耐え、健気に頑張っている。
ギャンに惚れていたが失恋。その勢いでミノフスキー粒子（酒）を飲んで酔った時にビグ・ザム司令をババァと言い鬱積した不満を吐露後、脱走。サイド6の場末のバーで働いていたが、連邦軍のソロモン攻勢の動きを知って一念発起し原隊に復帰。しかし副隊長に降格した上に、隊長は年下の元部下ファイヤーパターンのゲルググで、ザクさんと全く違うやり方ながら有能と、さらに微妙な立場に立たされる。
その後、半ば左遷のような形でジャブローの最前線部隊の隊長に再昇格するが、この異動は、ソロモンにいる兵の中で激しい地上戦に対応できるスペックを持っているのが彼だけだったからだった。結果、地道に中間管理職を続けてきた経験が実りを結び、見事に最前線部隊を纏め上げる。
半年後、ソロモンが連邦に攻撃されている所に、無数の生傷がついた勇壮な姿になって帰還する。この時の装備は3本のザクバズーカをワイヤーで縛って纏め上げた特製火器と、長柄の巨大なヒートホークで、立ち振る舞いこそ以前のように腰の低いままであるが、激戦を戦い抜いただけの凄みを持っていた。ビグ・ザムに襲い掛かるガンタンクをヒートホークで真っ二つにし、ガンダムに「自分と戦う資格がある」と唸らせる。その言葉通り、互角以上の戦いを展開し、ガンダムは結局、一旦ではあるものの負けを認めて退散することになった。
ビグ・ザム司令の戦死後は、ソロモンの司令へと昇進。かつてのように馬鹿にされたり舐められたりすることは無くなって皆から尊敬される存在にはなったが、たまに面白くないギャグを言い、「それさえなければ」と思われている。また全般的に新しい機械に疎く（電子メールの使い方すら全くわかっていない。ただし、コミックス第6巻でほぼマスターしている）、自分が中年にさしかかっていることを段々と噛み締め始めている。
その後、宴会で泥酔し羽目を外してうかれていた際の画像がネットで拡散してしまい問題となり、地球の辺境基地の司令官として左遷（建前上は栄転）させられる。
ゲルググ（ゲルググさん）
声 - 松山鷹志
ザク隊長の部下。今時のチーマー風若者。額に☆マーク、肩にファイアパターン等、各々違った模様がペイントされている。
自分の上司が旧型のMSなので、舐めており裏ではいつも小馬鹿にして文句を言っているが、リーダー格のファイアパターンのゲルググは同僚のドムから隊長を馬鹿にされた時には怒りを見せたり、サイド6まで探しに来るなど、意外にザク隊長を認めている。ザク隊長が原隊に復帰した際、いつのまにかファイアパターンのゲルググが隊長に昇格していた。
リック・ドム（ドムさん）
声 - 小西克幸
ゲルググ達の同僚。ゲルググと同様今時のチーマー風若者。
時々派手にケンカをするが、ゲルググとの仲は良い。ザク隊長の部隊とは別の部隊に所属している。ザク隊長を馬鹿にして舐めている。こちらもゲルググ同様、モヒカン等のバリエーションが複数いる。
ギャン（ギャンさん）
ザク隊長の部隊へ新たに配属された新人の女の子。理知的だが、逆上することもある。趣味は壷を集めること。ザク隊長に好意を持っているかのような行動をし、ザク隊長も「もしかして?」とドキドキしていたが、実はファイアパターンのゲルググという彼氏がおり、ザク隊長への行動は上司として尊敬していたのと、父親の面影を感じて親近感が沸いただけであった。後にゲルググと結婚。
旧ザク爺さん
工房でMSの武器の整備を行っている。実は歴戦の勇士で、本気を見せるだけでドムやゲルググを萎縮させる迫力を持っている。ザク隊長の数少ない理解者。
何でも女に例えて話す癖を持っているが、ザク隊長はそれを尊敬している。
旧いタイプの技術屋気質だが、ハッキングの腕も相当なもの。
ビグ・ザム司令
声 - 名塚佳織
ソロモンの司令でザク隊長の上司。やり手のキャリアウーマン。ザク隊長に厳しい指導をしているが、それがザク隊長にとって、物凄いプレッシャーとなっている。結果ザク隊長は脱走した。かつては旧ザク爺さんとは夫婦の関係にあった。ソロモンに連邦が襲来した際にガンダムによって瀕死の状態に陥る。
実はザク隊長のことを目にかけていたようで、死地であるジャブローに派遣したのも、彼しか地上で戦える人材がいなかったからである。ガンダムによって受けた傷が原因で死亡する。
後日談となる『司令のザクさん』において、本シリーズの登場人物として唯一ファーストネームが明かされている（マーガレット・ビグザム）。
ビグロ提督
宇宙方面軍総司令官で、ビグ・ザム司令や後を継いだザク隊長の上司。かつてガンダムに部隊を全滅させられたことがあり、ソロモンを視察に来た際、そのことを知らないザク隊長が空気を読めない発言をしたため、怒って帰ってしまう。
ザクレロ（ザクレロさん）
サイド6の場末のバーのママであり、この店の歌手も兼ねている。脱走したザク隊長が店で喧嘩して気を失った際に助け、行く場所の無いザク隊長を自分のアパートに住まわせ、自分の店での仕事を斡旋する、非常に情に厚い性格なのだが、それを面と向かって言われるのは苦手。ザク隊長を愛してしまっていたが、旧職場に帰ろうとする隊長の背中を押してくれる。
ズゴック（スゴー）
ジャブロー敗残兵のリーダー格。頭部にビームによる傷がある。
ザク隊長が赴任した際に、劣悪な環境が故に「ここよりは地獄の方がましでしょう」と言って宇宙へ帰ることを勧めるが、ザク隊長の「ここから最後に宇宙へ帰るのは、隊長である自分でなくちゃ」という言葉を聞いて彼を認める。
ゴック（グレッグ）
ザク隊長がジャブローに来た直後に錯乱、もう帰りたいと絶叫しながら陣地から飛び出した直後、ビームの集中砲火で蜂の巣にされて爆発した。
ガンキャノン（ガンキャノンさん）
サイド6の場末のバーのウエイター。女性言葉を使うが男性用トイレを利用するオカマキャラ。ザクレロママは、気丈に見えて本当はとても弱い女性だと語る。元軍人。
ガンタンク（ガンタンクさん）
声 - 広橋涼
原隊に復帰しようとソロモンに向ったザク隊長が、途中で偶然遭遇したMS。卑屈な性格でガンダムに逆らえない。武器を持たない丸腰のザク隊長を撃とうとするが、ガンダムに止められる。その後、ソロモンでの戦闘時に瀕死のビグザム司令をハイエナのように殺そうとするも、ジャブローから生還したザク隊長のヒートホークで真っ二つにされ撃破される。
ガンダム（ガンダムさん）
声 - 古谷徹
原隊に復帰しようとソロモンに向ったザク隊長が偶然遭遇したMS。この世界では「白い悪魔」と呼ばれる超有名で超強力な、ジムたちとは貫禄が違うMS。実力も伊達ではなく、ビクザム司令を楽々と瀕死に追い込む程。
丸腰のザク隊長を見て戦う資格がない格下と言い放ち、興味すら持たずに見逃す。しかしその後のソロモンでの戦闘時に再びザク隊長に遭遇した際は、ガンタンクを一蹴したその実力を見て、自分の相手としての資格があると認める。結果、予想外の苦戦を強いられ、ザク隊長の猛攻で頭と片腕を粉砕される。「これでようやく互角」と嘯き、ビグ・ザムもその言葉が冗談ではないことを理解するなど、潜在的な戦闘能力の高さを見せるが、結局は負けを認め、後のリベンジを宣言して退散した。
なお、ガンキャノン同様なぜか女言葉。公式ファンブックでは女性と記述されている。また彼女のラスト・シューティングが撤退の合図になっている。
ジム（ジムさん）
連邦軍の一般兵で大勢でザクレロママの店に入り浸っている。そうかと思えば「ソロモン（ザク隊長の職場）で大きな作戦がある」と招集されたりする。
エルメス（エルメス公女）
声 - 潘恵子
アニメ版オリジナルキャラクター。護衛役のビット達（声 - 潘めぐみ）を付き添っている。

### 宇宙島のガルマくん
『機動戦士ガンダムさん つぎの巻』『機動戦士ガンダムさん みっつめの巻』『機動戦士ガンダムさん よっつめの巻』に収録されている、パラレル設定の短編マンガ。一年戦争の始まるずっと昔、コロニー（サイド3）の片隅で、貧しいながらもひたむきに暮らすザビ家の人々を描いている。コロニーというよりは昭和30 - 40年代日本風の世界である。しかし一方で、ジオン・ダイクンの登場からザビ家の台頭に至る原作者独自のストーリー展開も同時に行われている。尚、時系列上当時存命設定となるザビ家二男サスロ・ザビは登場しない。

#### 登場人物（ガルマくん）
ガルマくん
主人公。幼稚園か保育園のものと思しきスモックを着ている幼い子ども。組は「ももぐみ」。元気で素直な性格で、家族や近所の人々に可愛がられている。
キシリアお姉ちゃん
ガルマの姉。学生をしながらおべんとう工場で働いている。若いながらも一家の母親役といったところ。ザビ家の男共のだらしなさに常にイライラしているが、ガルマには優しい表情を見せる。
父ちゃん（デギン）
ザビ家の家長。ドズルと共に働いている。実は港湾労働者の組合長で意外に太っ腹な大物。票の取り纏めなどを依頼されている。家では野球好きな普通のオヤジ。泥だらけになって帰ってきた後でも、ガルマを高い高いして遊んでやったりしている。腹踊りが特技で、ダイクンの政治パーティー会場で議論が元で場が険悪になりかけたとき、場を一気に和ませた（これがもとでダイクンは彼に興味を持つ）。一方で家計を助けるため、パーティー会場の料理をドズルにちょろまかさせたりしている。
ギレン兄ちゃん
ザビ家の長男。ニートであり、大学を出た後働きもせずに本ばかり読んでいると、キシリアに小言を言われている。宇宙移民の行く先について空気を読まずに熱く演説するクセがある。花屋のセシリアに恋をし、「お仕事は何を？」の言葉をきっかけに就職を決意。しかしプライドの高さからハローワークに分不相応な条件を吹っかけたため、担当者に「そんな仕事は一国の独裁者ぐらい」と返される。好きなカキ氷はミルク金時。
ドズル兄ちゃん
ザビ家の次男。働かない兄の代わりに高校にも行かず働いているが、本人は「兄貴にふさわしい仕事が見つかるまで自分が頑張ればいい」と笑っている。
ミノフスキー博士
ザビ家の近所に住む博士。ガルマに、振りかけるとレーダーが効かなくなる粉（ミノフスキー粒子?）を見せる。
ジオン＝ダイクン
サイド3中央通りの広場で、人の革新について演説していた演説家。見かけた父ちゃんによると、結構人を集めていたらしい。政治パーティーを開くなど、着実に政治活動を重ねている。独立を掲げる「宇宙移民党」の党首だが、理想が高すぎて党内には不安の声がある。
宇宙移民党の幹部
バーコードハゲの中年のオジサン。氏名は不明。港湾組合の票の取りまとめをデギンに依頼したり、ダイクンの理想主義すぎる点を危ぶみ、デギンを新人議員なのに政調会長に据えるなど、デギン曰く相当なタヌキ。
マ・クベ
カキ氷屋を営んでいる。語尾が「……でゲス」となる、顔は少し怖いが人のよい男。
セシリア
花屋に勤めるギレンの思い人。彼女の何気ない一言が、ニートのギレン、ひいては地球圏の行く末すら決めることに。
ゼナ
ドズルの恋人で、パン屋に勤めている。
キャスバル・レム・ダイクン
ガルマの通う幼稚園に、妹のアルテイシアと共に途中入園してきた。やたらと大人びた性格で、ギレンを「ごくつぶし」などと言って見下している。後に父親が亡くなり、アルテイシアと共に転園する。

### ガルマ&シャアのお笑い一直線
『機動戦士ガンダムさん いつつめの巻』から『やっつめの巻』まで収録されている短編マンガ。ガルマとシャアが一流のお笑いコンビを目指していく青春ストーリーである。

#### 登場人物（お笑い一直線）
ガルマ
主人公。サイド3のジオン軍士官学校の学生であると同時にデギンの嫡男でもあり、美男子。学園祭のお笑いライブの裏方を務めていたが、本来来るはずの芸人が倒れてしまったため、急遽シャアと共に舞台に立つ羽目に。彼の絶妙なアドリブによりライブは大成功に終わり、以後はシャアとのコンビを確立。キシリアの反対を押し切ってサイド3を脱出し、シャアと共にお笑いの本場サイド6で本格的な芸人の道を志すが、最初は仕事らしい仕事も来ずにうだつの上がらぬ日々を過ごしていた。
そんな中、TV局のプロデューサーから大きな仕事の声がかかるも、着目されたのはガルマだけだった。「最初はガルマだけで名を売り、後からコンビ芸を始めればいい」というシャアの助言に従ってデビューを決意するも、トントン拍子にガルマだけが売れていき、シャアとの格差は次第に広がっていく。
天然気味で欲望に弱い面もあるが、天性のお笑いの才能とシャアを信じる心を持つ。
シャア
ガルマの親友。急遽舞台に立つ羽目になったライブでガルマと共に大成功を収め、その後コンビを確立。ガルマの家出をサポートし、サイド6で本格的な芸人への道を目指す。普段からサイド6弁（大阪弁風の方言）で話しているが、サイド6出身ではなくその辺りは事情がある様子。しかしその喋り方は本場の人間とほとんど差がない。
ガルマが天然ボケ気味なだけに纏め役やツッコミ役が多いが、学園祭での初ライブでは良いように転ばされていた。
サイド6でガルマと共にうだつの上がらぬ日々を過ごしていたが、ある時ガルマにTVデビューの話が持ち上がる。コンビではなくピンでのデビューに難色を示すガルマに「お前の名が売れた後にコンビ芸を始めればいい」と薦めるも、内心ではガルマの才能に激しく嫉妬していた。その後、スター街道をひた走るガルマとは対照的に全く売れない日々を過ごしていた。
ランバ・ラル
学園祭の代役としてジオン軍士官学校にやってきたベテラン芸人だが、観衆を全く笑わせることが出来ずあっさり退場。その後のガルマとシャアの才能を見抜き、数度の前座を務めた。本人曰く「自分の芸はわざとスベることで笑わせる高等テクだ」と言っているが、妻（？）のハモンには「貴方のは笑わせているのではなく、笑われているだけ」と切り捨てられる。
サイド6在住で貧乏暮らしだが、ヤクザに顔が利き若手芸人の面倒見もいい。家出をしてきたガルマとシャアのため、自宅の一室を宿として提供する。シャアの喋り方を聞いて生粋のサイド6人を見抜くなど意外なほど鋭い一面も持っており、ガルマを裏切るなとシャアに釘を刺した。
キシリア
ガルマの姉。ザビ家の女傑といわれる迫力とは裏腹に、厳しくも優しい姉。ガルマが勉学にきちんと励むよう厳しく接しているが、同時に彼が「本当にやりたいこと」を見つけたことを嬉しく思い、当初は応援していた。だが、路上ライブで下ネタを披露しているところを偶然目撃し、お笑いの道を諦めさせることを決意。ザビ家の権力を使い地球の学校に転校させようとするが、逃げられてしまう。その後、ガルマのTVデビューを知ってサイド6に姿を現すも、ガルマとシャアの情熱を知って結局応援することに。
ブラックスリースターズ
サイド6のランバ・ラル宅に住む3人組の売れないベテラン芸人。たまにテレビに出る程度で、シャア曰く「深夜のお笑い番組を熱心にチェックしてて、お笑いライブに一人で行くような奴やったら誰でも知っとるぐらい有名」。三位一体のジェット・ストリーム・つっこみが持ちネタ。

### ガンダム創世
『機動戦士ガンダムさん いつつめの巻』から収録されている短編マンガ。アニメ『機動戦士ガンダム』が産声を上げるもテレビ放送打ち切り、ファンの声によってブーム到来、劇場版化のエピソードを、事実を基にしながら大幅に脚色して描いている。
なお2014年には、このマンガと下記のトミノ伝、漫画で取り上げられたことに対するコラムなどをまとめ『「ガンダム」を創った男たち。』と改題した単行本が上下巻で刊行された。

#### トミノ伝
ニュータイプエースVol1 - 7に掲載されていた『ガンダム創世』の番外編。ガンダム以外の富野に関するエピソードや劇場版完成後のエピソードなどをまとめた作品。基本的な登場人物は下記のガンダム創世と同じだが、本作品のみに登場したキャラも何人かいる。

#### 登場人物（ガンダム創世 / トミノ伝）
富野ヨシユキ
主人公。スキンヘッドにサングラスが特徴のアニメ監督。作品に関しては一切の妥協を許さず、演技指導のために役者を本気で殴りつけたり、メカデザインについてスポンサーと口論になったりすることもしばしば。
長い間暖め続けていた『機動戦士ガンダム』の企画を実行に移すために、気鋭のアニメーター・安彦ヨシカズ、旧知のベテランメカデザイナー・大河原クニオと共に動き出す。
安彦ヨシカズ
富野とは古い知り合いだが、『宇宙戦艦ヤマト』の制作で大成功を収めて以来、玩具のコマーシャルフィルムと化していたロボットアニメを低く見ていた。富野の『機動戦士ガンダム』への誘いを初めは断るが、企画書に目を通して「只のコマーシャルフィルムではない、本格SFドラマだ」と言うことに気づき、参加することになる。初期設定でガンダムの塗色が白一色だったことから、富野がスポンサーと衝突した際には、塗色の設定におなじみの赤・青・黄を加えることでスポンサーを説得するなど、富野に比べ思考が柔軟だった。しかし、原画作成の無理がたたりテレビ放映中に過労で入院してしまう。復帰後は再び富野らとともに映画版完成に尽力する。
大河原クニオ
東京の一角で町工場を営む強面のメカデザイナー。富野とは古い知り合いでもある。ザクIIのデザインを手がける際も阿吽の呼吸で請け合い、決定稿と共に見事な木製の模型を仕上げてみせた。
草刈百恵
サンライズの制作進行担当で、富野の助手的な役割をこなす。しょっちゅう富野にスカートをめくられては下着の色を確認され、その度に容赦ないツッコミを入れている。ほぼノンフィクションのこのシリーズには珍しい架空の人物。ただし、完全な架空の人物ではなくサンライズに所属するガンダムにかかわった5人の企画室の女性を統合した存在となっている。
古谷トオル
人気声優。主人公アムロ・レイ役に決まったが、当たり役であった「星ヒューマ」のイメージが強く残っており、今一歩の所で役になりきれずNGを連発。だが、本気で2度殴る富野の演技指導を受けて開眼。ブライトに2度殴られるアムロのシーンを完璧に演じた。
池田シュウイチ
ベテラン声優であるが、アムロ役のオーディション当日に会場の前で泥酔していた。アフレコ現場ではろれつがろくに回らず、しまいには嘔吐してつまみ出される。しかし、台本にあったシャアのイラストを見て目を覚まし、急遽シャアのオーディションをしてほしいと直訴。台本もろくに見ず「認めたくないものだな、自分自身の若さゆえの過ちというものを」の台詞を決めた。
その場にシャアが居たかのような錯覚を覚えるほどの演技力を発揮し、富野も「今そこにいるのは間違いなくシャア・アズナブル本人だ」と絶賛、見事にシャア役の座を射止めた。
本作品における声優は、基本的に自身が演じたキャラに近い顔つき（例：古谷＝アムロ、藩＝ララァなど）で描かれているが、池田は例外的に本人に近い顔つきとなっている（池田以外では名前は出ていないものの、ナレーションの永井や白石、古川なども同様のパターンである）。
潘ケイコ
イセリナ・エッシェンバッハ役、後のララァ・スン役の声優。ガンダムの放送打ち切りが決まった後も不思議な予感に駆られ、収録当時はシャアはまだ少佐であったのに池田を「シャア大佐」と呼んだり、毎週金曜に時間を作るようマネージャーに依頼したりと、ニュータイプじみた先見性を見せる。
黒羽七郎（くろばしちろう）
玩具メーカー『黒羽産業（モデルは「クローバー」）』の社長で、『機動戦士ガンダム』のスポンサー。ガンダムとホワイトベースのデザインを気に入るが、白一色で派手さがないと富野と口論になる（安彦がその場で先述の対処をしたことで両者共に溜飲を下げた）。商業主義的な人物として振舞っているが、内心では「本来ならば自分達スポンサーが『好きにやれ』と言ってやらねばならないのだが」と、制作現場のスタッフの苦労を分かりながらも、商品の売り上げを重視しなければならない自分の立場と時代を苦々しく思っている。
小牧マサノブ
アニメ誌「アニメック」の編集長。ガンダムを今までと同様のロボットプロレスアニメと思っていたが、第1話を見てすっかり虜になってしまい、大々的に特集を組む。視聴率が振るわず打ち切りが決まった後は、富野とタッグを組んで視聴者の熱意をあおるよう、誌面を通しての工作を行う。外見の容姿は実際に彼が雑誌等で使用しているデフォルメキャラがモデルとなっている。
矢楯（やたて）ハジメ
日本サンライズの部長で富野と共に新番組の企画を考えている。容姿はウエスタンスーツの恰好に口ひげを生やしている。名前のモデルとなった「矢立肇（やたて はじめ）」は、実際にはサンライズのアニメーション作品企画部が用いる共同ペンネームであるが、本作品では個人名とされている。
京田四郎（きょうだしろう）
富野が新たにスポンサーとして手を組んだ、玩具メーカー模型部のスタッフ。彼もまたガンダムに惚れ込んだ人間の一人であり、先んじて発売したガンダムのプラモデルが全く売れずに上層部から責められてもなお、シャア専用ザクの発売を強行する。「プラモ狂四郎」の主人公と同姓同名であるが、姿は全く異なっている（ギレンに近い顔つき）。
なお、初登場時は会社名を「バソダイ」と言い換えられていたが、現在は「バンダイ」がそのまま使われている。
岡山
映画配給会社「松竹」の社長。ガンダムの映画化を売り込みに来た富野に対し「ヤマトを作れ＝宇宙戦艦ヤマト以上のブームを作れ」と、謎かけを用いてメッセージを送る。モデルは当時の松竹社長の奥山融。側近の重役に、作中にて「父さ……」と岡山に呼びかけている奥山和由らしき人物がいるが、1980年当時の和由はまだ松竹に入社したばかりである。
板野イチロー
後に「板野サーカス」と呼ばれる有名な技法を編み出したアニメーターだが、当時から異端児として知られていた。先輩格にあたる浜津から「新しいアニメ」としてガンダムの話を聞き、興味を持った板野は参加することになる。物事のリアリティを追求するあまり、他のスタッフと意見が合わないこともしばしばだったが、富野はそんな彼の仕事の姿勢を高く評価し、板野もまた「この作品に全てを捧げる」と誓って仕事に打ち込む。顔つきは「カウボーイビバップ」の主人公スパイクに似ている。
井上
現在はKADOKAWAグループ事実上のトップに君臨する男。作中では当時まだ早稲田大学在学中の大学生で、「アニメック」編集部へのアルバイト勤務初日に、勝手に松竹へ取材に行った小牧に編集長としての業務を全て押し付けられ戸惑うが、半ばやぶれかぶれになりながらもアニメックの編集作業をこなした。後にアルバイトのまま副編集長に就任する。
野辺タダヒコ
松竹から着任してきた宣伝プロデューサーで、かつて劇場版『宇宙戦艦ヤマト』シリーズの宣伝を手掛けてきた。宣伝費の少なさを逆手に取り、アニメック読者らの協力を得て大規模な公開前イベントを企画した。モデルは実際に「2・22アニメ新世紀宣言大会」のイベントを企画した宣伝プロデューサーの野辺忠彦。
西崎ヨシノブ
『トミノ伝』に登場。『宇宙戦艦ヤマト』を手掛けた豪腕プロデューサーで、ヤマトのメガヒットにより我が世の春を謳歌していた。かつて富野と組んで手がけた「海のトリトン」の劇場版制作の件で富野に電話をするも、あくまでそれは「かつて作品に携わった“一スタッフ”への連絡」で「監督 富野ヨシユキでは客は呼べない」と宣言する非情な性格の男。顔つきはヤマトに登場する敵キャラ『デスラー』に似ており、彼が大浴場から富野に電話をしているシーンもデスラーの大浴場での電話シーンのパロディーである。富野が唯一「敵」として認めた男でもある。
奈宇岡（なうおか）
『トミノ伝』に登場。ハヤカワ書房「S-Fマガジン」の編集長。富野がガンダムのアニメ放映前、同時進行で連載するためにガンダムの小説の企画を持ち込んだが、奈宇岡は話にならないと断り、富野を追い返してしまう（これにはガンダム放映当時、二足歩行ロボはまだ空想の世界の産物であったことや、ガンダム自体子供向けのコマーシャルフィルムだからとの理由があった）。しかし、その後朝日ソノラマから出版されたガンダムの小説が100万部にのぼるメガヒットを叩き出したことで、奈宇岡は悔し涙を浮かべている。モデルは当時の「S-Fマガジン」編集長の今岡清。
福井ハルトシ
『トミノ伝』に登場。後に『機動戦士ガンダムUC』を手掛けることになる文豪だが、本作品では小学生。偶然本屋で見かけたガンダムの小説版を読んだ際、アレンジされた内容に青少年の何かが目覚め、のちに映画を見た際も青少年の何かが芽生えていた。
阿久ユウ
『トミノ伝』に登場。数々の歌謡曲をヒットさせた超売れっ子の作詞家。富野曰く「ダチ」。富野が作詞家の「井荻麟」として阿久に「もっとガッツリ人の心をつかむヒット曲の作り方」について尋ねるも、阿久は「ンなモンあるわけねーだろっ!!!」とだけ答えたと言う。
森口ピロコ
『トミノ伝』に登場。『機動戦士Ζガンダム』の主題歌を歌った歌手で富野のセクハラに対しそれを受け止める胆の太さを見せた。しかし、その後彼女はヒット作に恵まれず、事務所からリストラされてしまう。しかしバラエティーアイドルという新たな地位を見出し、6年後『機動戦士ガンダムF91』の主題歌担当として富野に召集される。
マンガ家 HIDEKI
『ガンダム創生 制作秘話』に登場。忘年某日に行われた角川書店の新年会にて、以前から自身が企画を出したまま話が滞っている「富野を主人公にした漫画」に関し、酒に酔った勢いで自ら会場に出席していた富野に直談判する。が、富野から頭突きを受けてしまう。しかしその直後、胸ぐらを掴まれ「好きにやンなさい!!」と言われたことから企画がスタートしたという（なお、この話は絵的に盛っているも、ほぼ事実という）。

### 何かが間違ったまま伝わって誤解されたまま製作された機動戦士ガンダム
世界観や設定が誤解された、実際の『機動戦士ガンダム』とは所々間違ったパラレルワールドのような『ガンダム』を描いた短編。

#### 基本設定の相違
- ジオン公国が「ジオン星」なる惑星になっており、基本的に国民は全員人間ではなく宇宙人という設定になっている[23]。
- モビルスーツが「メカモビル」という呼称になっている。
- 打ち切りであり、中盤以降の展開がかなり強引に短縮されている。

#### 登場人物及び正しい『機動戦士ガンダム』との相違点
アムロン
主人公。正しい『ガンダム』のアムロと容姿は同じだが、性格はまったく違うスケベで明るい熱血漢。得意技はスカートめくり。
フラウ
アムロの幼馴染でホワイトベースII世号のクルー。やたら正統派ヒロインらしい言動が強調され、シャワーシーンなどもある。
ブライト船長
「艦長」ではなく「船長」。なぜかパイプを常に咥えている。
リュウ
なぜか薩摩弁で話す。しかしこの間違った『ガンダム』でも結局命を落としてしまう。
ハヤト
なぜか瓶底メガネをかけている。
マチルダ
「一番星のマチルダ」の異名を持つ姉御肌の運び屋。
シャア仮面
ジオン星人の第一の刺客。正しい『ガンダム』と違い情けない小悪党的なキャラ。しかしプリンス・ガルマを見殺しにしたことで悪魔将軍ドズルに激怒され、氷漬けにされる。セイラの台詞によれば最終回前に連邦軍に保護された模様。
ランバ・ラル
なぜか鬼のような容姿。グフに乗り込みガンダムと戦うがあっさりやられる。
ハモン
なぜかラムのような口調で話し、ランバ・ラル同様に角が生えている。ランバ・ラルの敵を取ろうとするが、リュウの特攻により爆死。
マッシュ・ガイア・オルテガ
ドムのパイロット。しかし正しい『ガンダム』と違い、マチルダと援護に来たウッディによって倒されてしまう。
悪魔指令ドズル
頭にボルトが数本刺さったフランケンシュタインのような容姿で、巨大な体格をしている。
キシリア王女
拷問好きのドSで、作戦に失敗したシャア仮面を拷問にかけていた。弟のプリンス・ガルマには甘い。
皇太子プリンス・ガルマ
シャア仮面に尊大な態度で接したため、恨みを買い見殺しにされる。つまりシャア仮面にはザビ家全体への仇討ちの意思は全くない。
ギレン・ザビ
階級は不明。司令官的な立場ではなく自ら兄弟とともに三人がかりでメカモビルでガンダムと戦う。
デギン大帝
ギレンたちが倒れた後に現れた、ガンダムより遥かに巨大なジオン星人。生身の指先だけでガンダムの左手と頭を破壊するほどの強さであるが、唐突にパワーアップしたアムロン及びガンダムに体当たりを食らい死亡。

## 書誌情報
- 富野由悠季・矢立肇（原案） / 大和田秀樹（漫画） 『機動戦士ガンダムさん』 KADOKAWA〈角川コミックス・エース〉、既刊22巻（2024年10月25日現在）
  1. 2005年8月26日発売、ISBN 4-04-713750-2
  2. 2006年12月26日発売、ISBN 4-04-713887-8
  3. 2007年12月26日発売、ISBN 978-4-04-715004-1
  4. 2009年1月26日発売、ISBN 978-4-04-715170-3
  5. 2009年10月24日発売、ISBN 978-4-04-715309-7
  6. 2010年8月26日発売、ISBN 978-4-04-715467-4
  7. 2011年3月26日発売、ISBN 978-4-04-715655-5
  8. 2011年12月26日発売、ISBN 978-4-04-120066-7
  9. 2012年12月26日発売、ISBN 978-4-04-120531-0
  10. 2013年9月26日発売、ISBN 978-4-04-120903-5
  11. 2014年3月26日発売、ISBN 978-4-04-121062-8
  12. 2014年10月25日発売、ISBN 978-4-04-102287-0
  13. 2015年7月25日発売、ISBN 978-4-04-103337-1
  14. 2016年4月26日発売、ISBN 978-4-04-104260-1
  15. 2017年4月26日発売、ISBN 978-4-04-105554-0
  16. 2018年4月26日発売、ISBN 978-4-04-106960-8
  17. 2019年5月25日発売、ISBN 978-4-04-108219-5
  18. 2020年4月25日発売、ISBN 978-4-04-109618-5
  19. 2021年7月26日発売、ISBN 978-4-04-111669-2
  20. 2022年9月26日発売、ISBN 978-4-04-112927-2
  21. 2023年8月25日発売、ISBN 978-4-04-113963-9
  22. 2024年10月25日発売、ISBN 978-4-04-115618-6

## 関連書籍
- 機動戦士ガンダムさん つぎのちょっとつぎの巻〜彗星ヒヨコ急便〜 - 2007年7月26日発行、ISBN 4-04-900790-8
- なるほど☆ことわざ ガンダムさん - 2009年1月26日発行、ISBN 4-04-715176-9
  - やっぱり☆ことわざガンダムさん - 2010年8月26日発行、ISBN 978-4-04-715513-8
  - スペシャルエディション☆ことわざガンダムさん - 2014年10月25日発行、ISBN 978-4-04-102456-0
- 機動戦士ガンダムさん 公式ファンブック - 2010年2月26日発行、ISBN 978-4-04-715362-2
- 機動戦士ガンダムさん ニッポン☆再発見 - 2011年11月26日発行、ISBN 978-4-04-120065-0
- ガンダムEXA 第1巻 - 2011年11月26日発行、ISBN 978-4-04-120004-9

単行本描き下ろしストーリーに本作品の世界へレオス達がダイブする。
- 「ガンダム」を創った男たち。

サブストーリーの一つ「ガンダム創世」のみを上下巻にまとめたもの。
上巻 - 2014年1月24日発行、ISBN 978-4-04-121006-2
下巻 - 2014年1月24日発行、ISBN 978-4-04-121007-9
- 隊長のザクさん-「機動戦士ガンダムさん」より-
  1. 2023年2月25日発行、ISBN 978-4-04-113583-9
  2. 2023年2月25日発行、ISBN 978-4-04-113584-6
  3. 2023年2月25日発行、ISBN 978-4-04-113585-3

## アニメ

### テレビアニメ
『ガンダムさん』のタイトルで、2014年7月から9月までBS11とTOKYO MXで約2分半の短編アニメとして放送された。TOKYO MXでは本編の前に30秒ほどのショートアニメ『ことわざガンダムさん』が追加されており、CMを挟んで計5分枠となっている。
「『機動戦士ガンダムさん』のストーリーを元に作ったアニメ」と位置付けられており、キャラクターデザインと性格は大和田のそれをベースにしつつ若干可愛さをアップしたものになっている。ナレーションは原作でアムロ・レイの声を担当していた古谷徹、ことわざ解説は原作でララァ・スンの声を担当していた潘恵子となっている。
2016年4月22日にBlu-rayとDVDがバンダイビジュアルから発売された。GUNDAM CHANNELで配信されたエピソードも同時に収録されているが、収録順はテレビ放送版および配信版とは異なる。

#### スタッフ
- 原作 - 矢立肇・富野由悠季（『機動戦士ガンダム』より）
- 監督・脚本・演出 - まんきゅう
- ストーリー - 大和田秀樹（KADOKAWA『機動戦士ガンダムさん』より）
- キャラクターデザイン・色彩設計 - 玉戸さお
- 作画監督 - 三田潤
- アイキャッチ - さっちゃん
- 美術監督 - 加藤靖忠、ステロタイプ スマーチル
- デザインワークス・タイトルロゴデザイン - 小坂香織
- 撮影監督 - 嵐田絢花
- 音楽 - 武藤星児、安部純
- 音楽制作 - 山田智子
- 音響監督 - 山田陽
- プロデューサー - 佐々木新、上山公一
- アニメーションプロデューサー - 戸田和宏
- アニメーション制作協力 - ギャザリング
- 制作 - 創通、サンライズ

#### 主題歌
エンディングテーマ
「ガンダムさん音頭」（テレビアニメ、WALL-G第1話）
作詞 - 大和田秀樹 / 作曲・編曲 - 武藤星児 / 歌 - 小西克幸、代永翼、置鮎龍太郎、興津和幸
1番 - シャア/小西克幸（あの名ゼリフ「みせて貰おうか。連邦軍のモビルスーツの性能とやらを!」）第1・4・5・9・10・13話
2番 - アムロ/代永翼（あの名ゼリフ「二度もぶった!…おやじにもぶたれたことないのに…」）第2・8・11話
3番 - ブライト/置鮎龍太郎（あの名ゼリフ「殴ってなぜ悪い!」）第3・6話
4番 - ガルマ/興津和幸（あの名ゼリフ「シャア……はかったな、シャア!」）第7・12話
「Shooting Star」（WALL-G第2話 - 第9話）
作詞 - 大和田秀樹 / 作曲・編曲 - 武藤星児 / 歌 - 潘めぐみ、名塚佳織、広橋涼
2020年2月2日より、各種音楽配信サイトにてダウンロード販売がされている。

#### 各話リスト
| 話数   | サブタイトル             | 絵コンテ                   | 放送日(BS11)  |
| ------ | ------------------------ | -------------------------- | ------------- |
| 第1話  | 赤いのが好き             | まんきゅう                 | 2014年 7月6日 |
| 第2話  | 思春期のアムロさん       | 月見里智弘 （indigo line） | 7月13日       |
| 第3話  | ハロ男の憂鬱             | 月見里智弘 （indigo line） | 7月20日       |
| 第4話  | 出会い                   | 月見里智弘 （indigo line） | 7月27日       |
| 第5話  | 彗星ヒヨコの脅威         | たかたまさひろ             | 8月3日        |
| 第6話  | 女医セイラのお悩み相談室 | 月見里智弘 （indigo line） | 8月10日       |
| 第7話  | 散った人が好き           | 月見里智弘 （indigo line） | 8月17日       |
| 第8話  | 妄想のアムロさん         | 月見里智弘 （indigo line） | 8月24日       |
| 第9話  | 宿命の対決               | たかたまさひろ             | 8月31日       |
| 第10話 | ララァ出撃               | たかたまさひろ             | 9月7日        |
| 第11話 | モビルスーツの気持ち     | たかたまさひろ             | 9月14日       |
| 第12話 | キシリアたん14歳         | たかたまさひろ             | 9月21日       |
| 第13話 | ホクロの人が好き         | 月見里智弘 （indigo line） | 9月28日       |

#### 放送局
| 放送地域 | 放送局             | 放送期間               | 放送日時                     | 放送系列   | 備考                                             |
| -------- | ------------------ | ---------------------- | ---------------------------- | ---------- | ------------------------------------------------ |
| 日本全域 | BS11               | 2014年7月6日 - 9月28日 | 日曜 19:28 - 19:31           | BS放送     | 『アニメ+』枠 「ガンダムセレクション」内にて放送 |
| 東京都   | TOKYO MX           | 2014年7月8日 - 9月30日 | 火曜 1:00 - 1:05（月曜深夜） | 独立局     | 『ことわざガンダムさん』あり                     |
| 日本全域 | バンダイチャンネル | 2014年9月10日 -        | 水曜 12:00 更新              | ネット配信 | 第1話 - 第8話を同時配信                          |

### GUNDAM CHANNEL（配信版）
スマートフォン向けアプリ『GUNDAM CHANNEL』で 2014年9月17日より配信の未放送エピソード。
| 話数  | サブタイトル             | パート | 絵コンテ                   | 配信日         |
| ----- | ------------------------ | ------ | -------------------------- | -------------- |
| 第1話 | 丸出しが好き             | (1)    | 月見里智弘 （indigo line） | 2014年 9月17日 |
| 第1話 | 丸出しが好き             | (2)    | 月見里智弘 （indigo line） | 9月25日        |
| 第1話 | 丸出しが好き             | (3)    | 月見里智弘 （indigo line） | 10月1日        |
| 第1話 | 丸出しが好き             | (4)    | 月見里智弘 （indigo line） | 10月8日        |
| 第2話 | 戻れないアムロさん       | (1)    | 月見里智弘 （indigo line） | 10月15日       |
| 第2話 | 戻れないアムロさん       | (2)    | 月見里智弘 （indigo line） | 10月22日       |
| 第2話 | 戻れないアムロさん       | (3)    | 月見里智弘 （indigo line） | 10月29日       |
| 第2話 | 戻れないアムロさん       | (4)    | 月見里智弘 （indigo line） | 11月5日        |
| 第3話 | 女医セイラの思春期相談室 | -      | 月見里智弘 （indigo line） | 11月12日       |
| 第4話 | ハロ男の哀愁             | (1)    | 月見里智弘 （indigo line） | 11月19日       |
| 第4話 | ハロ男の哀愁             | (2)    | 月見里智弘 （indigo line） | 11月26日       |
| 第4話 | ハロ男の哀愁             | (3)    | 月見里智弘 （indigo line） | 12月3日        |
| 第4話 | ハロ男の哀愁             | (4)    | 月見里智弘 （indigo line） | 12月10日       |
| 第5話 | ソロモンの休日（前編）   | -      | たかたまさひろ             | 12月17日       |
| 第6話 | ソロモンの休日（後編）   | -      | たかたまさひろ             | 12月24日       |

### シャア専用PREMIUM（配信版）
コンセプトサイト『シャア専用PREMIUM』で2015年2月18日より配信の『ことわざガンダムさん』未放送エピソード。
| 話数   | サブタイトル               | 配信日         |
| ------ | -------------------------- | -------------- |
| 第1話  | 旅の恥はかき捨て           | 2015年 2月18日 |
| 第2話  | 口は禍いの元               | 2月20日        |
| 第3話  | 捕らぬ狸の皮算用           | 2月20日        |
| 第4話  | 早起きは三文の徳           | 2月27日        |
| 第5話  | 壁に耳あり、障子に目あり   | 2月27日        |
| 第6話  | 桃栗三年柿八年             | 3月6日         |
| 第7話  | 二兎を追うものは一兎も得ず | 3月6日         |
| 第8話  | 口を酸っぱくする           | 3月13日        |
| 第9話  | 頭かくして尻かくさず       | 3月13日        |
| 第10話 | 能ある鷹は爪を隠す         | 3月20日        |
| 第11話 | 月とすっぽん               | 3月20日        |
| 第12話 | 鬼の目にも涙               | 3月27日        |
| 第13話 | そばで首をくくる           | 3月27日        |
| 第14話 | 煮え湯を飲まされる         | 4月3日         |
| 第15話 | 鳩が豆鉄砲を食らったよう   | 4月3日         |
| 第16話 | 鬼のいぬ間に洗濯           | 4月10日        |
| 第17話 | 釘をさす                   | 4月10日        |

### WALL-G
2015年12月5日から2017年3月までガンダムフロント東京のWALL-Gで投影されたイベント上映版。各1話のみ期間限定上映。ガルマピヨコは同作品にてアニメ初登場。第2話よりEDが新曲となった。
| 話数   | サブタイトル           | 演出初日       |
| ------ | ---------------------- | -------------- |
| 第1話  | 坊やだからさ           | 2015年 12月5日 |
| 第2話  | ギレンさんの演説       | 2016年 1月30日 |
| 第3話  | 魔女っ子 ララァちゃん  | 2月27日        |
| 第4話  | 激突‐怒りのマドレーヌ‐ | 3月26日        |
| 第5話  | シャア専用ごはん       | 4月29日        |
| 第6話  | ガンダムプラネット     | 6月4日         |
| 第7話  | ガンダム兄さん         | 7月16日        |
| 第8話  | ブライトさん航海日誌   | 9月3日         |
| 第9話  | ハロ男3分クッキング    | 10月1日        |
| 第10話 | Merry X’mas            | 11月3日        |

### キャンペーン動画
2016年3月よりBANDAI VISUAL CLUB Blu-ray発売記念特設ページで『セイラさんに名指しでなじって頂こう！！』キャンペーン動画が配信された。全10回。抽選で選ばれた10人を女医セイラさんが名指し（ペンネーム）でなじって頂ける。第7話以降はペンネーム以外は同じセリフ。
| 話数 | お悩み内容                       | 配信日        |
| ---- | -------------------------------- | ------------- |
| 1    | いい年なのにガンダムが好き過ぎる | 2016年 3月7日 |
| 2    | ついつい食べ過ぎて困っている     | 3月14日       |
| 3    | ガンプラ馬鹿となじってほしい     | 3月21日       |
| 4    | セイラさんが好き過ぎて困っている | 3月28日       |
| 5    | 過去の恋に囚われている           | 4月4日        |
| 6    | 結婚したいけど相手がいない       | 4月11日       |
| 7    | いい年なのにガンダムが好き過ぎる | 4月18日       |
| 8    | ガンプラ馬鹿となじってほしい     | 4月18日       |
| 9    | ついつい食べ過ぎて困っている     | 4月25日       |
| 10   | セイラさんが好き過ぎて困っている | 4月25日       |

### 劇場マナーCM
『機動戦士ガンダム THE ORIGIN I 青い瞳のキャスバル』のイベント上映館で、2015年2月7日から2月27日までの期間限定で劇場マナーCMを上映。
さらに『THE ORIGIN II 哀しみのアルテイシア』上映館でも2015年10月10日から11月13日まで劇場マナーCM第2弾が上映された。